# Bob Drake
Bob Drake, född 6 december 1957, är en amerikansk avantgardemusiker och ljudtekniker. Han var med och grundade avantprog-gruppen Thinking Plague och var senare medlem i 5uu's, The Science Group (med Chris Cutler och Fred Frith) och A.A. Kismet. Tillsammans med Susanne Lewis startade han gruppen Venus Handcuffs (senare omdöpt till Hail), efter att hon hade lämnat Thinking Plague. 
Drake har släppt sex skivor i eget namn, däribland debuten What Day Is It? (1994, tillsammans med Dave Kerman), The Skull Mailox (and Other Horrors) (2001) och 13 Songs & a Thing (2003).
Under sin karriär har han hunnit arbeta en hel del som ljudtekniker åt andra artister. Han har delvis arbetat med mer kommersiellt gångbara artister, alltifrån Engelbert Humperdinck till George Clinton och med en del rap- och hiphopgrupper. Nu spelar han dock främst in grupper och artister som ligger på Chris Cutlers skivbolag ReR Megacorp. Han har en studio i franska Caudeval.

## Soloskivor
- What Day is it? (Eget bolag, 1994)
- Little Black Train (Recommended Records 1998)
- Medallion Animal Carpet (Recommended Records, 1999)
- The Skull Mailbox and Other Horrors (Recommended Records, 2001)
- 13 Songs and a Thing (Recommended Records, 2003)
- The Shunned Country (Recommended Records, 2005)